# Малеево (Киснемский сельсовет)
Малеево — деревня в Вашкинском районе Вологодской области.
Входит в состав Киснемского сельского поселения, с точки зрения административно-территориального деления — в Киснемский сельсовет.
Расстояние по автодороге до районного центра Липина Бора — 32 км, до центра муниципального образования села Троицкое — 8 км. Ближайшие населённые пункты — Иевлево, Тушная Гора, Щаново.
По переписи 2002 года население — 13 человек.
В Малеево расположен памятник архитектуры жилой дом А. А. Логиновой.